# Thunau am Kamp
Thunau am Kamp ist ein Ort und eine Katastralgemeinde der Marktgemeinde Gars am Kamp im Bezirk Horn in Niederösterreich.

## Geografie
Der Ort liegt im Kamptal am rechten Flussufer gegenüber von Gars am Kamp. Die Seehöhe in der Ortsmitte beträgt 298 Meter. Die Fläche der Katastralgemeinde umfasst 5,89 km². Die Einwohnerzahl beläuft sich auf 404 Einwohner (Stand: 1. Jänner 2024).

## Postleitzahl
In der Marktgemeinde Gars am Kamp finden mehrere Postleitzahlen Verwendung. Thunau am Kamp hat die Postleitzahl 3571.

## Bevölkerungsentwicklung
| Jahr      | 1830 | 1890 | 1923 | 1951 | 1961 | 1971 | 1991 | 2001 |
| --------- | ---- | ---- | ---- | ---- | ---- | ---- | ---- | ---- |
| Einwohner | 319  | 568  | 723  | 756  | 643  | 597  | 502  | 464  |

## Geschichte

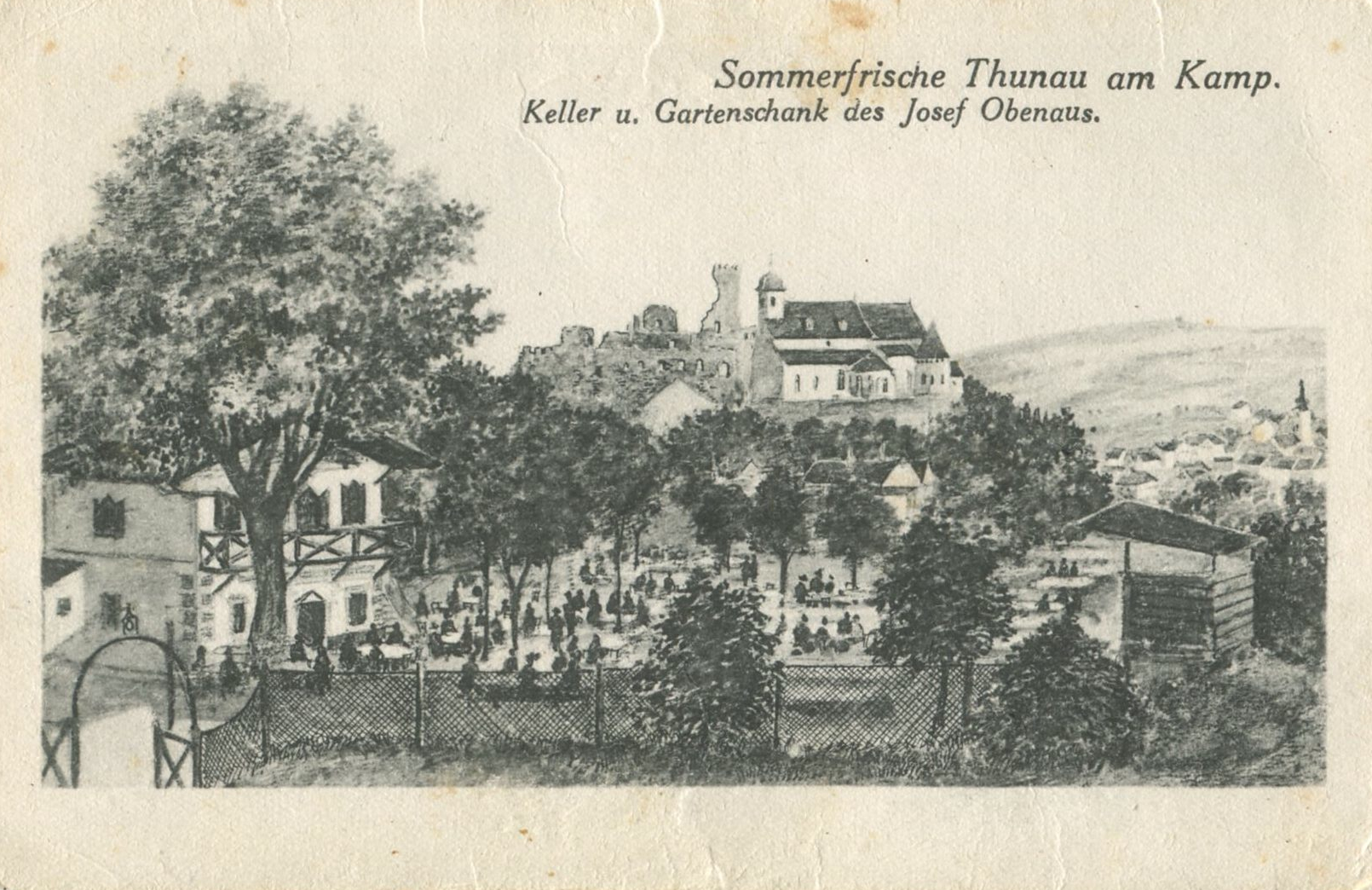
Thunau am Kamp, Ansichtskarte um 1910

Thunau am Kamp war bereits während der Jungsteinzeit besiedelt. Die auf dem Schanzberg in der La-Tène-Zeit entstandene und zwischen 1965 und 1990 untersuchte Höhensiedlung ist eine der wichtigsten Fundstellen dieser Epoche in Österreich.
Im Mittelalter und in der frühen Neuzeit war die Geschichte des Ortes eng mit jener der Festung Thunau verbunden.
Mit der Inbetriebnahme der Kamptalbahn entwickelte sich Thunau am Kamp, wo seit 1899 das „Hotel Šimunek“ bestand, zu einer bedeutenden Sommerfrische. Nach 1945 konnte der Ort nicht mehr an die Tradition der Sommerfrische anschließen. Veränderte Reisegewohnheiten, aber auch der Bau der Kamptal-Stauseen, der zu einem starken Temperaturrückgang des von zahlreichen Badeanstalten gesäumten Kamps führte, entzogen dem Tourismus im Kamptal seine wichtigsten Grundlagen.
1938 wurde die bis dahin selbstständige Gemeinde der Gemeinde Gars am Kamp angeschlossen, 1945 wurde sie wieder selbstständig. 1971 wurde sie im Zuge der Gemeindezusammenlegungen zu einem Ortsteil der Marktgemeinde Gars am Kamp.

## Kultur und Sehenswürdigkeiten

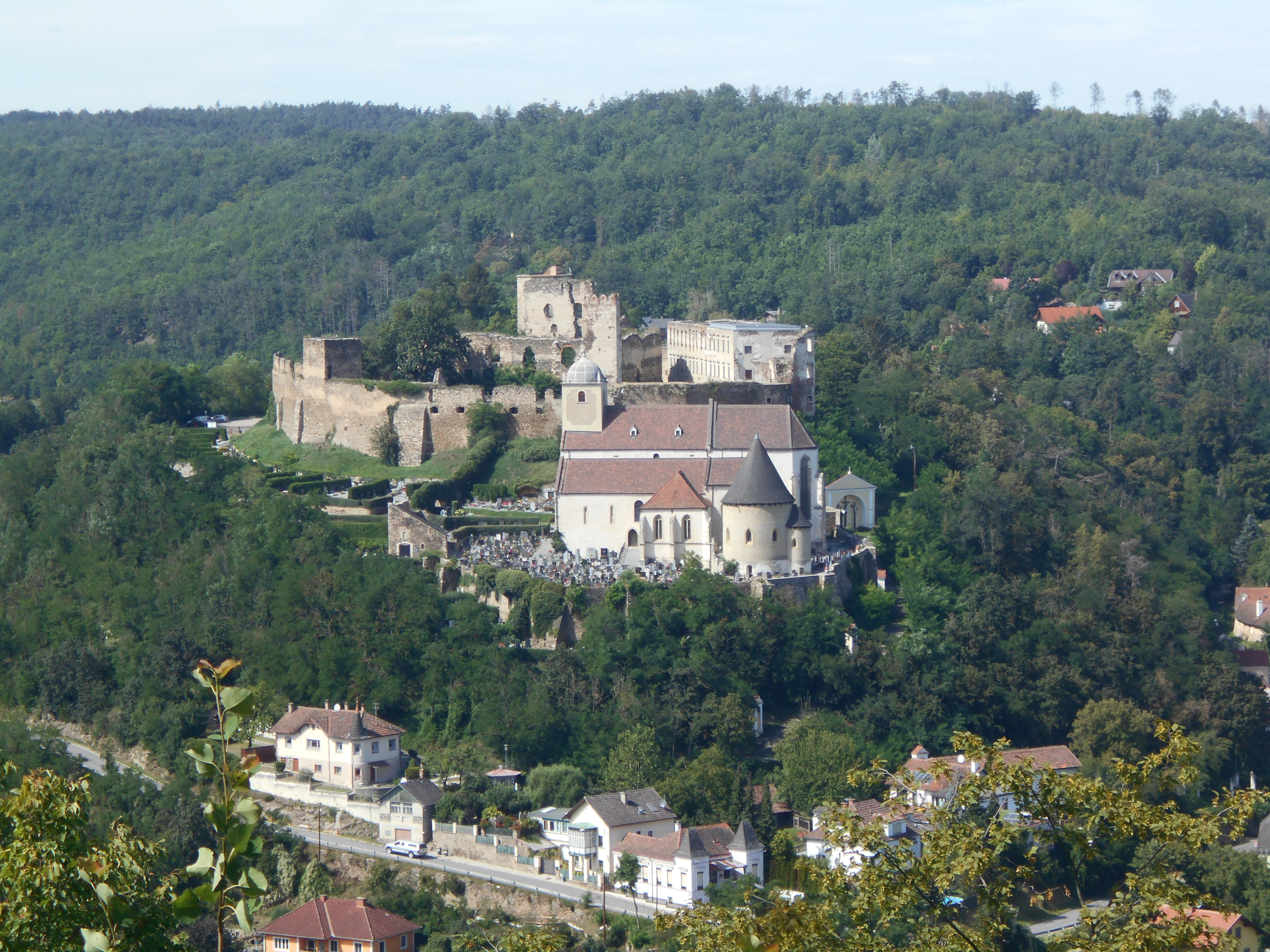
Blick von der Hamerlingwarte auf die Burgruine Gars sowie die Kirche St. Gertrud und den Friedhof in Thunau am Kamp

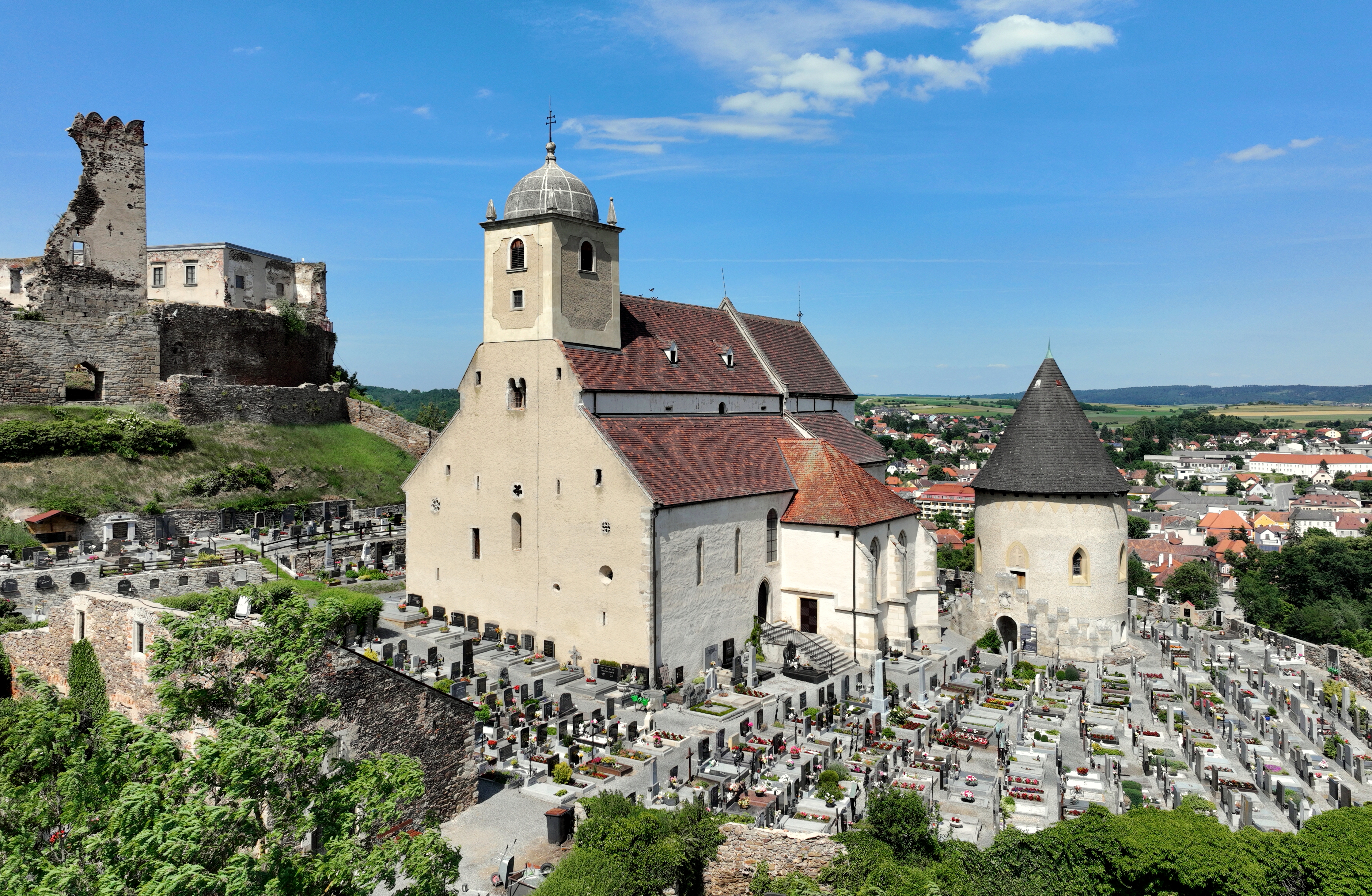
Ehemalige Pfarrkirche hl. Getrud am Südosthang des Burgberges

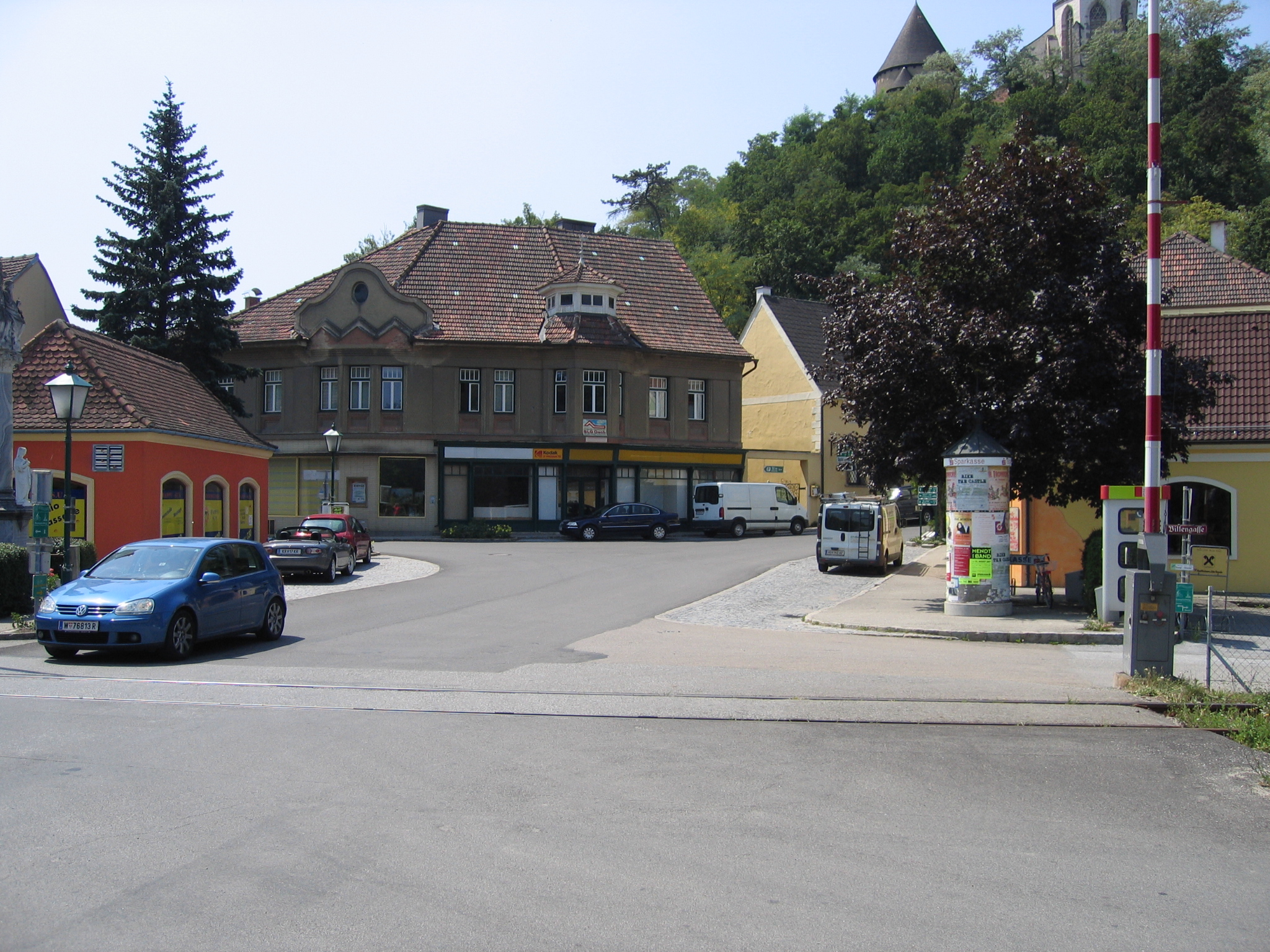
„Warenhaus Georg Obenaus“ am heimlichen Hauptplatz von Thunau

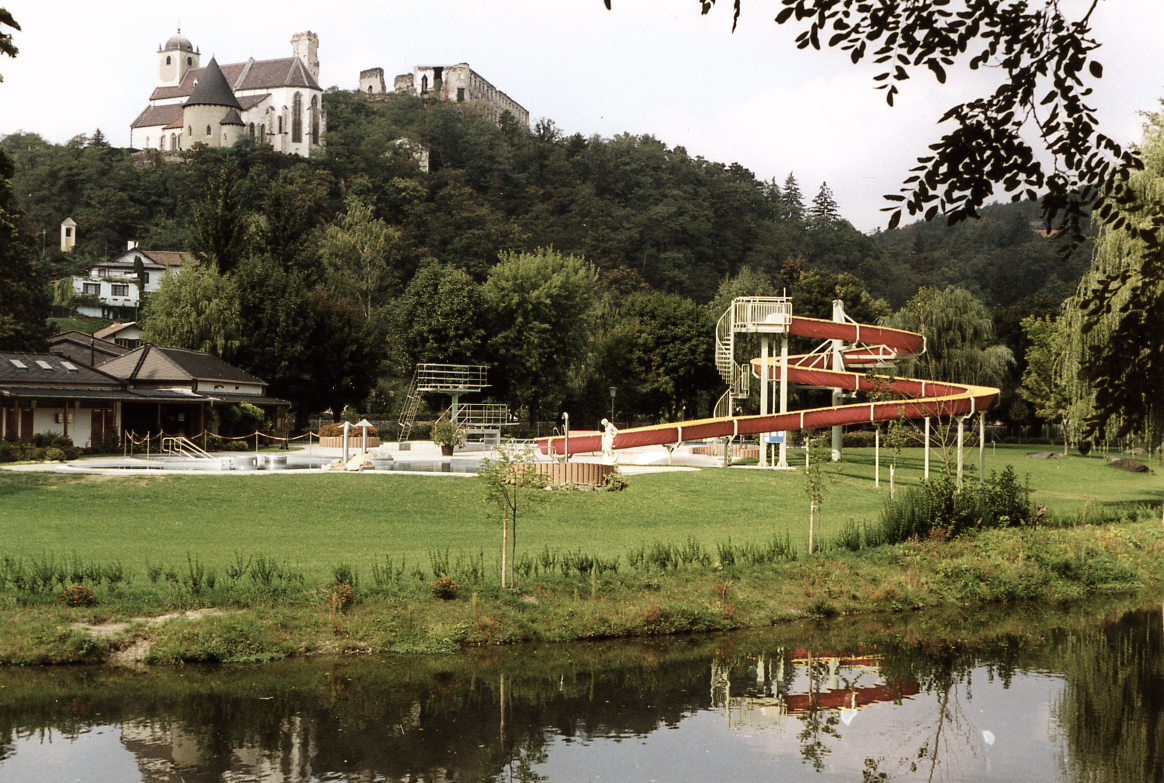
Burgruine Gars sowie die Kirche St. Gertrud in Thunau am Kamp

- Burgruine Gars am Kamp: Die Burg wurde in der 2. Hälfte des 11. Jahrhunderts als Residenz der Babenberger errichtet. Im 12. Jahrhundert von einem Zweig der Kuenringer genutzt, kam es im Mittelalter und in der Neuzeit zu zahlreichen Besitzwechseln. Im ausgehenden 17. Jahrhundert wurde sie schlossartig ausgebaut. Der Verfall zur Ruine begann im ausgehenden 18. Jahrhundert. Die Ruine ist frei zugänglich und wird kulturell, unter anderem für Opernfestspiele genutzt.[7]
- Burgruine Schimmelsprung
- Katholische Pfarrkirche Thunau am Kamp hl. Gertrud: Die neben der Festung gelegene Kirche St. Gertrud besteht vermutlich schon seit dem 10. Jahrhundert. Der Bau mit seinem spätromanischen Langschiff enthält zahlreiche bedeutende Fresken aus dem 14. und 15. Jahrhundert.[8]
- Befestigte Höhensiedlung Thunau am Kamp: An der Fundstelle Schanzberg wurde das Südtor der „Schanze“, einer slawischen Befestigungsanlage aus dem 9. Jahrhundert rekonstruiert. Der archäologische Park ist frei zugänglich.

## Wirtschaft und Infrastruktur

### Brandschutz
- Freiwillige Feuerwehr Thunau

### Verkehr

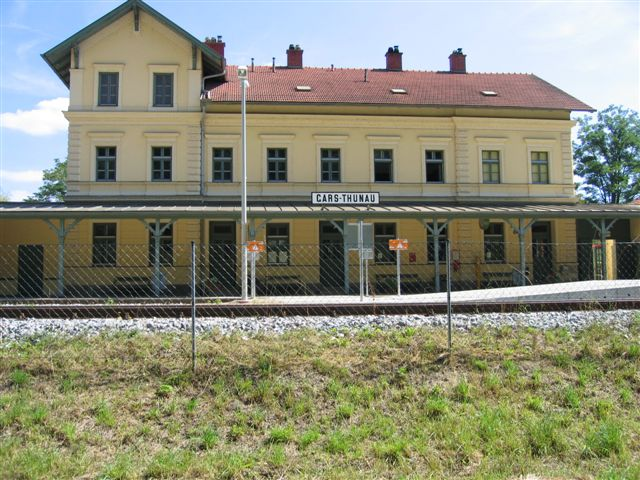
Bahnhof Gars-Thunau

Thunau am Kamp ist durch zwei Straßenbrücken an Gars am Kamp und die Kamptalstraße (B34) angebunden. Der Ort liegt an der Kamptalbahn. Die ÖBB betreiben den Bahnhof Gars-Thunau, der sich auf Thunauer Ortsgebiet befindet. Das Linienbusunternehmen PostBus fährt die Haltestelle Thunau Schlossberg an der Linie 1310 (Horn – St. Leonhard am Hornerwald) an. Der 115,6 Kilometer lange Kamptalradweg mit seinem Ausgangspunkt in Altenwörth und seinem Zielpunkt in Zwettl führt durch Thunau.
Seit 1995 fährt der Garser Bus, eine Initiative des Wirtschaftsvereins „Gars Innovativ“, jeweils freitags an Werktagen Thunau am Kamp, alle anderen Ortsteilen und weitere Orte der Umgebung an, um Personen, die keinen PKW besitzen und keinen Anschluss an den ÖPNV haben, Einkäufe und Erledigungen in Gars am Kamp zu ermöglichen.

## Bedeutende in Thunau am Kamp geborene oder hier wirkende Menschen

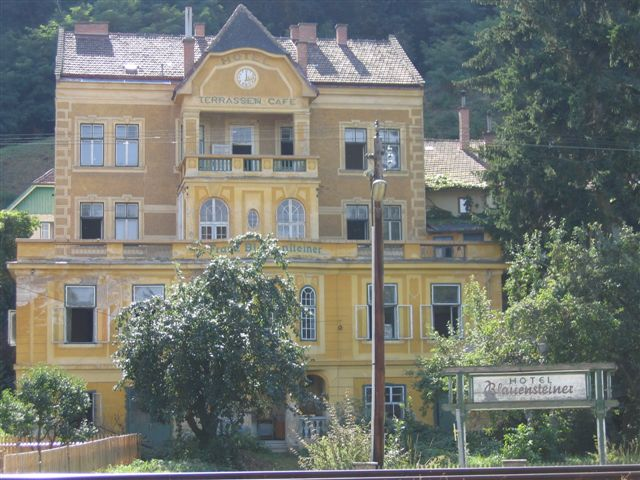
Heimito von Doderer lebte und arbeitete im August 1956 eine Woche im „Hotel Blauensteiner“ seines Freundes und Lieblingswirtes Franz Blauensteiner in Gars-Thunau.

- Herwig Friesinger (* 1942), österreichischer Prähistoriker, leitete die archäologischen Grabungen auf dem Schanzberg.
- Friedrich Hess (1883–1945), Heimatforscher, lebte in Thunau am Kamp.
- Friedensreich Hundertwasser (1928–2000), österreichischer Künstler[11]
- Markgraf Leopold II. von Österreich (1050–1095) wurde vermutlich auf der Festung Thunau geboren.
- Markgraf Leopold III. von Österreich (1073–1136), genannt der Heilige, Landespatron von Niederösterreich, wurde auf der Festung Thunau geboren.